# حمدي عبد المجيد
حمدي عبد المجيد جاسم العاني هو سياسي عراقي راحل، شغل منصب وزير العمل والشؤون الاجتماعية عام 1963.
كان من قيادات حزب البعث العربي الاشتراكي التي قامت بثورة 8 شباط 1963، لكن الرئيس عبد السلام عارف أطاح بهم إثر الحركة "التصحيحية" في 18 تشرين الثاني 1963.
شغل منصب عضو في أعضاء القيادة القطرية لحزب البعث في العراق للفترة من أيار 1962 إلى 11 تشرين الثاني 1963، كما شغل منصب سكرتير القيادة القطرية لحزب البعث العربي الاشتراكي في العراق للفترة من 25 أيلول 1963 - 11 تشرين الثاني 1963.
في 7 تشرين الأول 1963، عين وزيرا لوزيرا للعمل والشؤون الاجتماعية خلفا لحميد خلخال علوان الذي شغل بدوره منصب وزير الأشغال والإسكان خلفا للوزير المستقيل رجب عبد المجيد.
في تشرين الأول 1963، منعت السلطات السورية بعض قيادات حزب البعث التي حضرت المؤتمر القومي السادس 1963 من العودة إلى العراق مثل حمدي عبد المجيد الذي كان وزيرا للعمل والشؤون الاجتماعية ونائب رئيس الوزراء علي صالح السعدي ونقلتهم بطائرة عسكرية إلى مدريد، ثم زار أمين الحافظ وميشيل عفلق ويوسف زعين بغداد والتقوا بأحمد حسن البكر وصالح مهدي عماش وتقرر إقالة وزير الداخلية حازم جواد ووزير الخارجية طالب الشبيب. انشق حمدي عبد المجيد بعدها عن حزب البعث، وأسس مع زملائه حزب العمال الثوري العربي، الذي أصدر بيانه التأسيسي في آب 1965.
بعد الانقلاب في سوريا عام 1966، كان حمدي عبد المجيد من القلائل الذين لم يودعوا السجن، وعاد للعراق عام 1968.
توفي بتاريخ 15 كانون الأول 1997.
كان متزوجا من زهرة النشواتي سورية الجنسية (توفيت بتاريخ 23 آب 2011).
شقيقه هو عدنان عبد المجيد العاني، وزير الصناعة العراقي في عهد صدام حسين.

## روابط خارجية
- حمدي عبد المجيد من حزب البعث إلى حزب العمال الثوري العربي، بقلم : منير درويش